# 브라질의 코로나19 범유행
다음은 브라질의 코로나19 범유행에 관한 항목이다.

## 경과

### 2020년 2월
2월 5일, 브라질 정부는 우한시에 거주하는 58명의 브라질인 중 34명을 대피시키기 위해 2대의 비행기를 보냈다. 그들은 격리된 고이아스주 아나폴리스의 공군기지에 격리되었다.
2월 23일, 그들과 함께 접촉한 의사, 전문가는 진단을 받았으나 전부 음성 판정을 받았다.
2월 25일, 2월 9일부터 21일까지 이탈리아 롬바르디아주를 여행하고 온 61세 남성이 브라질에서 첫 확진 판정을 받았다. 환자는 가벼운 증상을 보였으며 자가 격리되었다.

### 2020년 8월
8월 3일, 대통령의 비서실장인 브라가 네토는 코로나19 양성반응을 보이고 있다.
8월 8일, 브라질은 300만 명의 확진자와 10만 명의 사망자였다.
8월 25일, 볼소나루 대통령의 장남인 플라비오 보우소나루 상원의원은 코로나19 양성반응을 보이고 있다.

### 2020년 9월
9월 3일, 브라질은 400만 명의 확진자와 약 12만 5천 명의 사망자였다.
9월 9일, 생후 2개월 된 아이가 상베르나르도 도 캄포에서 코로나19로 사망하는데, 이는 ABC 지역에서 가장 어린 사망일 가능성이 있다.

### 2020년 10월
10월 6일, 브라질은 5백만 명의 확진자에 도달하였다.

## 같이 보기
- 남아메리카의 코로나19 범유행